# Zoo Cup
Zoo Cup (llamada Zoo Copa en España y Copa Mundial de Zoológico o Copa Zoológico en Latinoamérica) fue una serie de televisión de animación francesa de 52 episodios creados por el dibujante francés Picha. La serie, con episodios de dos minutos de duración, fue transmitido en Francia desde el 17 de junio de 1994 en Canal + y retransmitido en La Cinquième en Cellulo y luego en France 5 en el programa Midi les Zouzous y Gulli.
Fue creada con motivo de la Copa Mundial de Fútbol de 1994 celebrada en Estados Unidos. Dos años antes, Picha también había creado otra serie llamada Zoo Olympics sobre el tema de los Juegos Olímpicos.

## Reparto
- Jean-Claude Donda: la serpiente comentarista Jean-Baptiste Le Pied (Jorge Viborak en Latinoamérica)